# Basilique Saint-Étienne de Jérusalem
Pour les articles homonymes, voir Basilique Saint-Étienne et Saint-Étienne (homonymie).
La basilique Saint-Étienne de Jérusalem est une église catholique située sur la route de Naplouse, à l'extérieur des murs de la vieille ville de Jérusalem. Elle est contiguë au couvent Saint-Étienne qui abrite l'École biblique et archéologique française, et en est l'église conventuelle.
Une ancienne tradition considérait ce lieu comme celui du martyre d'Étienne, le diacre protomartyr, dont parle le livre des Actes des Apôtres (Ac.7:54-60). Une tradition concurrente plus récente fixe ce martyre dans la vallée du Cédron.

## Historique
La première construction commémorant le martyre date du Ve siècle, quand l'impératrice Eudocie fit construire, sur le lieu de l'actuelle basilique, une chapelle dédiée à saint Étienne, et y fut enterrée après sa mort. Avec l'arrivée des Perses en 614 et le siège de Jérusalem qui s'ensuivit, la chapelle fut détruite.
En 638, une petite église fut édifiée par saint Sophrone, puis restaurée et agrandie par les Croisés, mais plus tard détruite par eux, afin qu'elle ne tombe pas entre les mains de Saladin.
Au XIXe siècle, les dominicains français acquirent le site des antiques ruines croisées, et après des fouilles archéologiques y firent construire le couvent et la basilique actuelle, consacrée le  13 mai 1900.

## Personnalités
Dans la crypte très ancienne (datant de l'époque néotestamentaire) qui a été découverte, sont inhumés les pères Marie-Joseph Lagrange, fondateur de l'École biblique dominicaine, Louis-Hugues Vincent, Roland de Vaux, Félix-Marie Abel et d'autres chercheurs illustres de l'École biblique. Un projet d'aménagement est en cours.

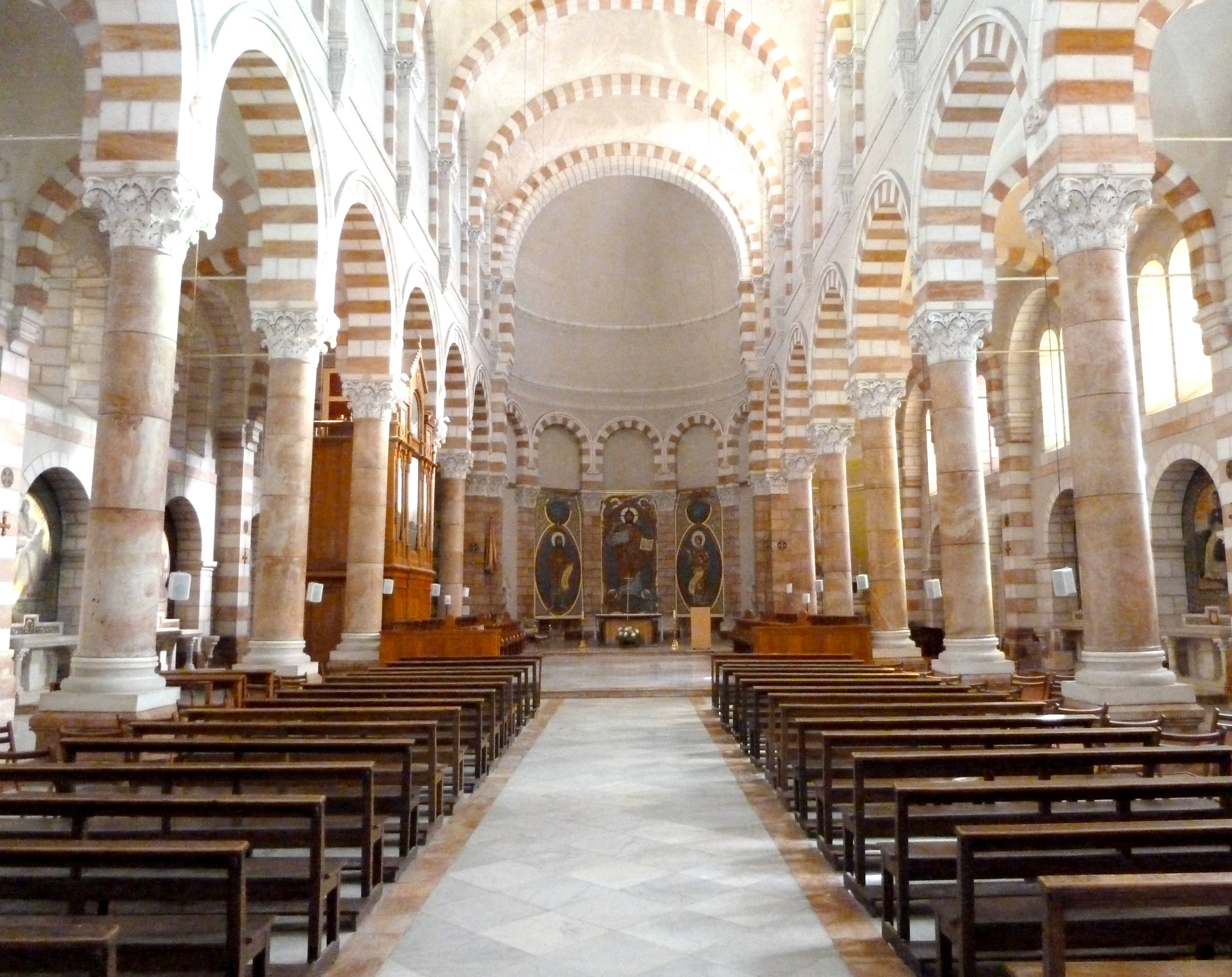
l'intérieur de l'église néo-romane